# Maleabilidade

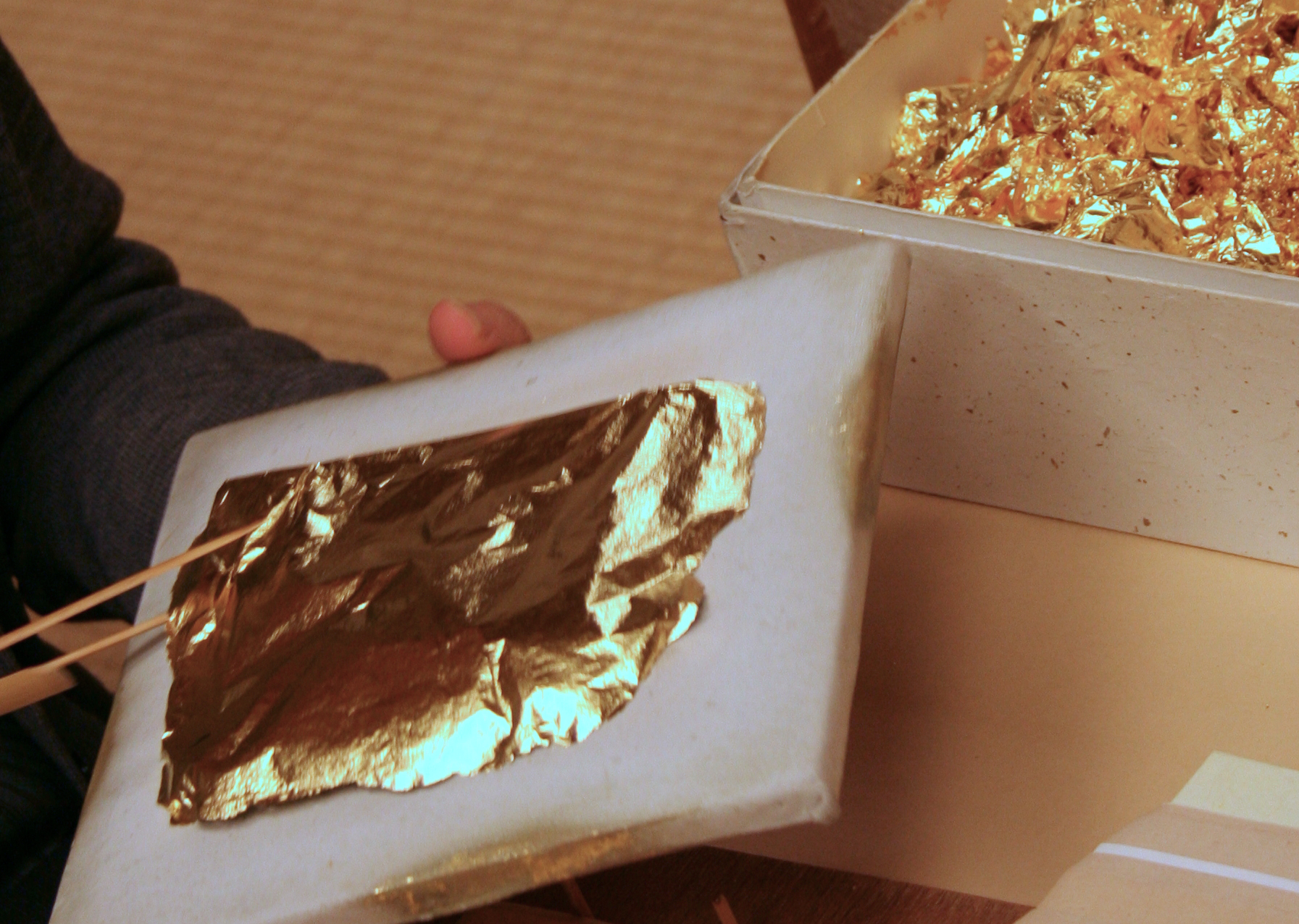
Lâmina de ouro

A maleabilidade é uma propriedade que junto a ductilidade apresentam os corpos ao serem moldados por deformação. A diferença é que a ductibilidade se refere a formação de filamentos e a maleabilidade permite a formação de delgadas lâminas do material sem que este se rompa, tendo em comum que não existe nenhum método para quantificá-los.
O elemento conhecido mais maleável é o ouro, que se pode malear até dez milésimos de milímetro de espessura. Também apresenta esta característica, em menor escala, o alumínio, tendo-se popularizado o papel de alumínio como envoltório conservante para alimentos, assim como na fabricação do Tetra Brik.
Em muitos casos, a maleabilidade de uma substância metálica aumenta com a temperatura. Por isso, os metais são trabalhados mais facilmente a quente. Ele é um material sólido é maleável quando pode ser dobrado sem se romper.  São exemplos de materiais maleáveis os papéis,  alguns tipos de plásticos , os fios de cobre utilizados em instalações elétricas e aluminio. 